# اريك لويس (لاعب دوري الرغبي)
اريك لويس (بالإنجليزية: Eric Lewis)‏ هو لاعب دوري الرغبي أسترالي، ولد في 20 سبتمبر 1909، وتوفي في 1959 في سري هيلز ‏ في أستراليا.